# Leone di Lucerna
(Henri Delaborde)
Il Leone di Lucerna (Löwendenkmal Luzern in lingua tedesca) è un monumento della città svizzera, progettato da Bertel Thorvaldsen e scolpito da Lukas Ahorn nel biennio 1820-1821. Commemora il sacrificio delle Guardie svizzere massacrate nel 1792, durante i torbidi della Rivoluzione francese, quando i rivoluzionari presero d'assalto il Palazzo delle Tuileries a Parigi, episodio che determinò la caduta della monarchia di Luigi XVI (v. Giornata del 10 agosto 1792).

## Storia
L'idea di un monumento commemorativo nacque dal maggiore Pfyffer von Altishofen, sopravvissuto all'uccisione dei suoi commilitoni svizzeri trucidati a Parigi; egli progettò di innalzare il monumento nel giardino della propria abitazione nei pressi di Lucerna, dove si era ritirato. L'idea raccolse il sostegno della Svizzera e varie sottoscrizioni giunsero da privati cittadini e da monarchi europei. Nel 1818 l'ambasciatore elvetico a Roma, Vincenz Rüttiman, chiese al Thorvaldsen di accettare la commissione per il monumento, che lo scultore accolse nonostante le non buone condizioni di salute di quel periodo. Thorvaldsen, dopo aver visitato Lucerna per prendere le misure necessarie, preparò un abbozzo, che rappresentava un leone ferito al fianco da una freccia spezzata e giacente con il capo abbassato sullo scudo di Francia, che protegge con gli artigli; la zampa destra si appoggia alla punta della freccia spezzata, che ha ferito la belva. Il gesso preparatorio fu inviato in Svizzera all'inizio del 1819. Abbandonata l'idea iniziale di gettare il monumento in bronzo, uno dei discepoli di Thorvaldsen, il belga Luigi Bienaimé, fu incaricato di cominciare l'opera in marmo, che il maestro ritoccò ispirandosi alle statue antiche, perché non aveva ancora avuto occasione di vedere un leone vivente. Della realizzazione finale dell'opera fu incaricato lo scultore Luca Ahorn, che riprodusse il modello di Thorvaldsen in una nicchia alta 10 metri ricavata nella parete di una rocca. Sopra la nicchia si legge l'iscrizione in lingua latina helvetiorum fidei ac virtuti (alla lealtà e al coraggio degli svizzeri). La realizzazione del Leone era cominciata nel marzo 1820 e fu terminata nell'agosto 1821.

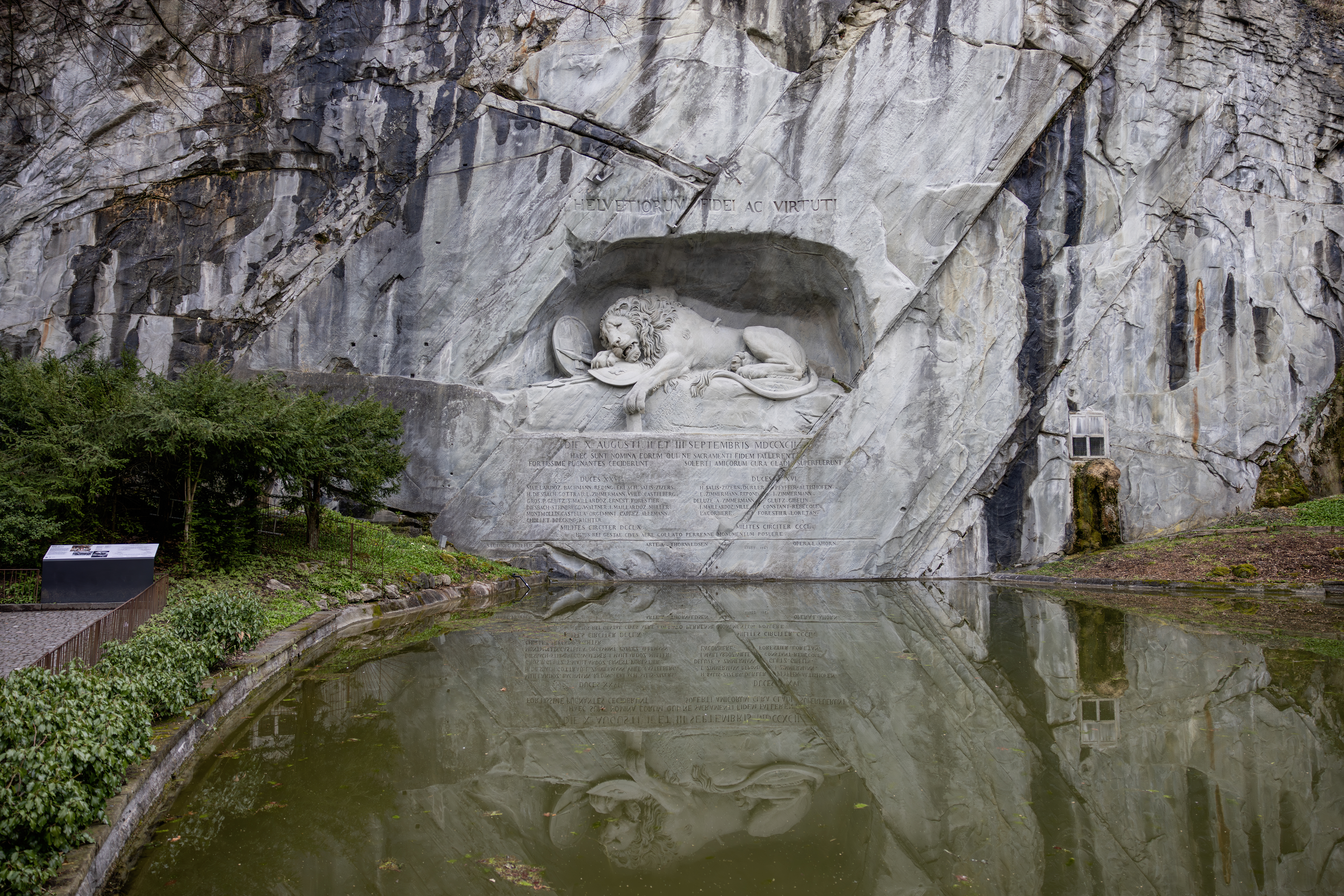
Il monumento nell'anno 2024
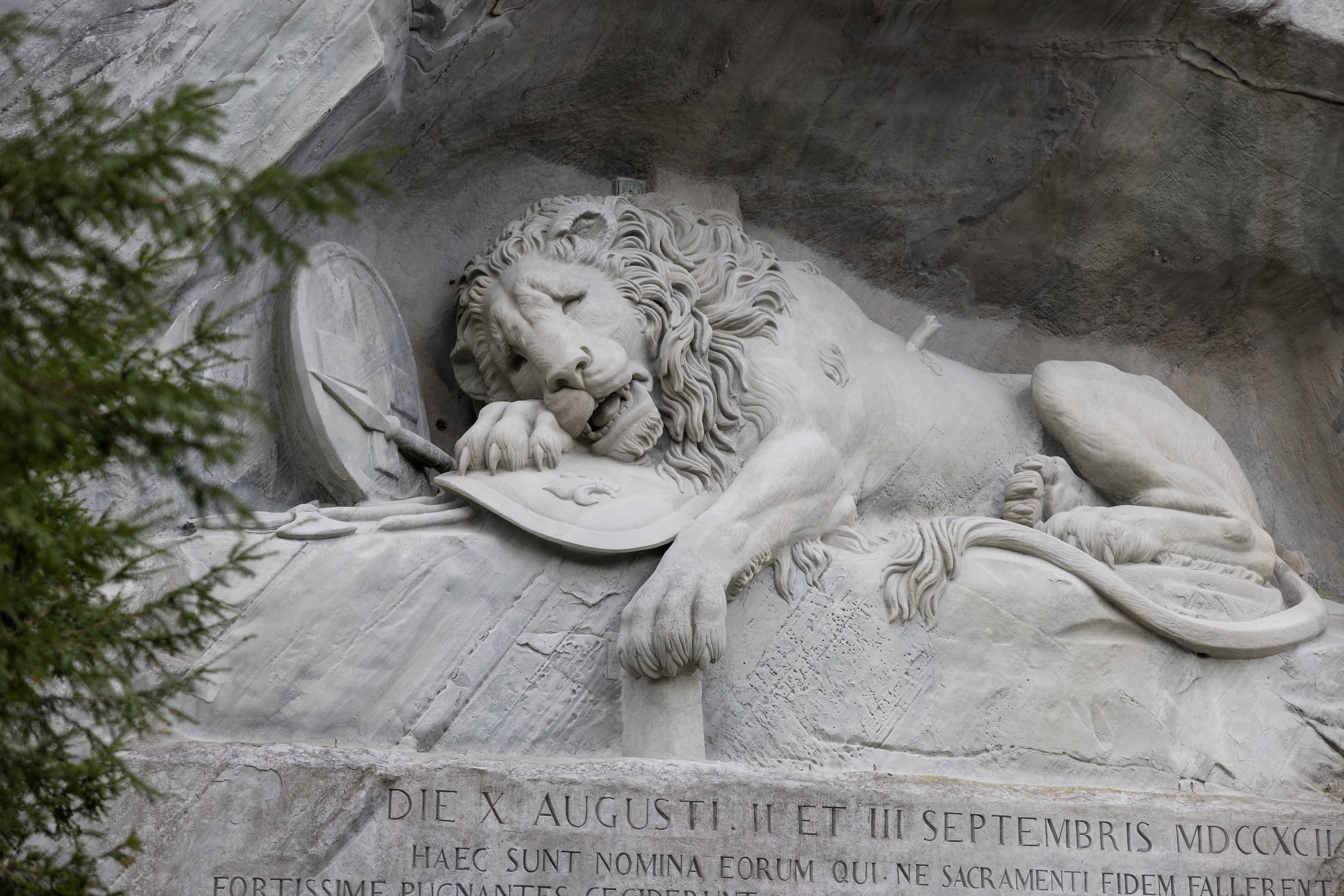
Dettaglio del monumento nell'anno 2024